# ジョージアサッカー連盟
ジョージアサッカー連盟（ジョージアサッカーれんめい、グルジア語: საქართველოს ფეხბურთის ფედერაცია, 英語: Georgian Football Federation）は、南コーカサスのジョージアにおけるサッカーを統括する競技運営団体。国際サッカー連盟（FIFA）と欧州サッカー連盟（UEFA）に加盟している。 
日本ではかつて2015年4月まで政府が使用していた外名を基に「グルジアサッカー連盟」と呼ばれていたが、FIFAに国名の変更が届け出られた訳ではない。当連盟の国名はFIFAおよびUEFAに加盟した1992年当初から現在まで一貫して、両団体が公用語とするフランス語では"Géorgie"（ジェオルジ）、英語では"Georgia"（ジョージア）である。